# Achille Cesbron
Pour les articles homonymes, voir Cesbron.
Achille Cesbron, né à Oran (Algérie) le 5 novembre 1849 et mort le 3 janvier 1913 dans le 17e arrondissement de Paris, est un artiste peintre français, spécialiste de natures mortes de fleurs.
Marié à Delphine Ernestine Victorine Megnen, il est le père des peintres Charles et Jacques Cesbron et de la cantatrice Suzanne Cesbron-Viseur.

## Biographie
Issu d'un couple de la 1re génération de colons français en Algérie, Théodore Cesbron, militaire, et Catherine Georgeon, couturière, Achille Cesbron est l'élève de Léon Bonnat, Louis Français et Fernand Cormon à l'École des beaux-arts de Paris. Son activité de peintre s'étend de 1869 à1913. Il débute au Salon de 1877 et y exposa ensuite avec régularité. Il y est reconnu et récompensé, obtenant une mention honorable dès 1882, une 3e médaille en 1884 et une 2e médaille en 1886.La même année il obtient le prix Marie Bashkirtseff. Il est également distingué par une médaille d'argent à l'occasion de l'Exposition universelle de Paris de 1889 et également en 1900. Lorsqu'il obtient la Légion d'honneur, cette décoration lui est remise par William Bouguereau le 9 février 1898.
Ce spécialiste reconnu des natures mortes de fleurs était renommé pour la finesse sensuelle de ses compositions florales et tout particulièrement pour son talent à représenter les roses.
Il réalise aussi, conjointement avec Georges Jeannin, la décoration du Salon du Passage de l’hôtel de ville de Paris.
Il est également l'auteur de cartons de tapisseries pour la manufacture de Beauvais dont les 4 parties de la France qui seront envoyées à l'Exposition universelle de 1893 à Chicago et Les oiseaux. Il est l'auteur du portrait de  Jean Richepin en frontispice de l'édition Les chansons de Miarka et de Alexandre Georges dans le même ouvrage.
Son amour artistique pour les végétaux conduisit Cesbron à fonder en 1902, au jardin fleuriste de la ville de Paris à la porte d'Auteuil, avec l'appui de l'influent conseiller municipal Maurice Quentin-Bauchart, une « Académie des arts de la fleur et de la plante » ayant pour vocation de délivrer un enseignement artistique gratuit de dessin et peinture floraux. En 1893 son nom est donné à une rose obtenue par Rousset.
Disciple et ami du peintre paysagiste Louis Français, il est chargé de transformer en musée la maison de l'artiste à Plombières-les-Bains, devenue l'actuel musée Louis Français. En 1896 l'état lui achète Les mercredis chez le peintre Français.
Achille Cesbron était membre de la Fondation Taylor, il meurt veuf le 3 janvier 1913 à son domicile du 13 rue Jacquemont à Paris 17e.
En hommage posthume à son œuvre, une exposition rétrospective eut lieu au Cercle artistique et littéraire de la rue Volney à Paris (qui lui avait déjà consacré une exposition réunissant 118 toiles en 1894), du 5 au 31 mai 1913.

## Collections publiques
- Angers, musée des Beaux-Arts :

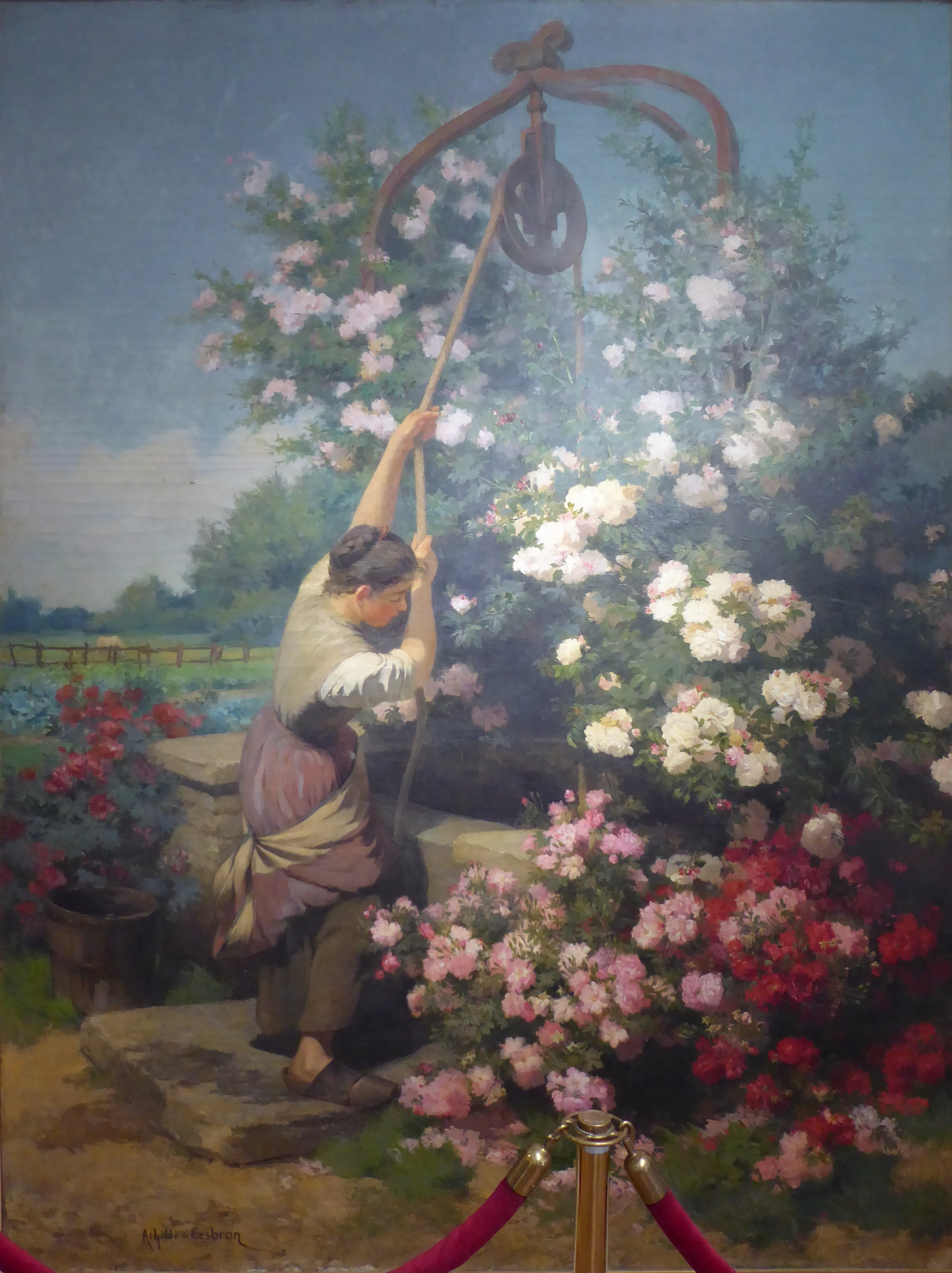
Le puits aux roses, 1885, musée de Châteaudun.

  - Frise de fleurs, huile sur toile[10] ;
  - Roses France, huile sur toile[11].
- Châteaudun, musée des Beaux-Arts et d'Histoire naturelle : Le puits aux roses, 1885, dépôt de l’État de 1902 (inv. M.81.14)[12] ;
- Nantes, musée d'Arts : Jonquilles, huile sur toile[13] ;
- Nevers, musée municipal Frédéric Blandin : Bouquet de roses à la guirlande, huile sur toile[14] ;
- Paris, musée d'Orsay : Pensées dans un vase, huile sur toile[15] ;
- Thouars, musée Henri-Barré Nature morte raisins pommes et Bouquet de roses[16] ;
- Val-de-Marne, musée de la rose[17].

## Expositions
- 1885 : 27e Exposition d'Amiens : Roses et roses-trémières, Friandises ;
- Exposition universelle de Paris de 1889 : médaille d'argent.
- 1897 : Exposition de Bruxelles

### Sources
- Dossier de Légion d'honneur d'Achille Cesbron.